# Royaume de Pologne (1385-1569)
 (signalé en août 2025).
Si vous disposez d'ouvrages ou d'articles de référence ou si vous connaissez des sites web de qualité traitant du thème abordé ici, merci de compléter l'article en donnant les références utiles à sa vérifiabilité et en les liant à la section « Notes et références ».
- Archive Wikiwix
- Bing
- Cairn
- DuckDuckGo
- E. Universalis
- Gallica
- Google
- G. Books
- G. News
- G. Scholar
- Persée
- Qwant
- (zh) Baidu
- (ru) Yandex
- (wd) trouver des œuvres sur Wikidata

Pour les articles homonymes, voir Royaume de Pologne.
1385–1569
Entités précédentes :
- Royaume de Pologne

Entités suivantes :
- République des Deux Nations

Le royaume de Pologne des Jagellons désigne la Pologne des années comprises entre le couronnement de Ladislas II à la suite de l'union de Krewo en 1385 et l'union de Lublin en 1569.

## Liste des souverains
Entre 1370 et 1385 (dynastie Anjou) :
- Louis Ier (de 1370 à 1382) ;
- Hedwige Ire (de 1382 à 1399), épouse Ladislas II en 1386.

Après l'union de Krewo (dynastie Jagellon) :
- Ladislas II (de 1385 à 1434) ;
- Ladislas III (de 1434 à 1444) ;
- Casimir IV (de 1447 à 1492) ;
- Jean Ier Albert (de 1492 à 1501) ;
- Alexandre Ier (de 1501 à 1505) ;
- Sigismond Ier (de 1506 à 1548) ;
- Sigismond Auguste (de 1548 à 1572).

## Histoire

### Arrivée de la maison d'Anjou-Sicile au pouvoir et instabilité politique
Louis Ier, roi de Hongrie est élu et couronné roi de Pologne le 17 novembre 1370 à la suite de la mort de son oncle Casimir III le Grand de la dynastie Piast, mais il laisse rapidement le pouvoir à sa mère Élisabeth Piast qui gouverne la Pologne en son nom jusqu'en 1376.

### Signature de l'Union de Krewo et rapprochement avec la Lituanie
Le royaume de Pologne, au nom de la reine de Pologne Hedwige Ire, et du grand-duc du grand-duché de Lituanie, Jogaila Algirdaitis, va signer en 1385 la création d'une union personnelle des deux États sous l’autorité d’un seul roi qui sera désormais de la dynastie Jagellon jusqu'en 1576. Cette alliance politique et dynastique est le premier acte d'une série d'accords préparant le rapprochement du royaume de Pologne et du grand-duché de Lituanie.

### Union de Lublin
Cet évenement marqué par la signature d'un traité signé le 1er juillet 1569 à Lublin a permis l'union de la Pologne et de la Lituanie pour former la république des Deux Nations.

Maison Jagellon
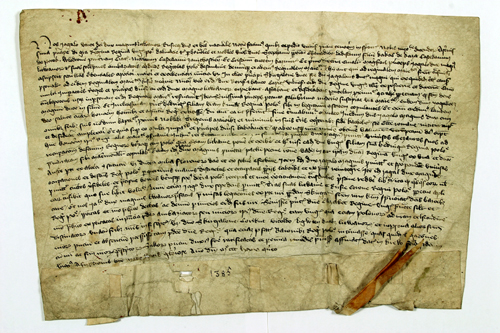
Acte de l'union de Krewo (1385)
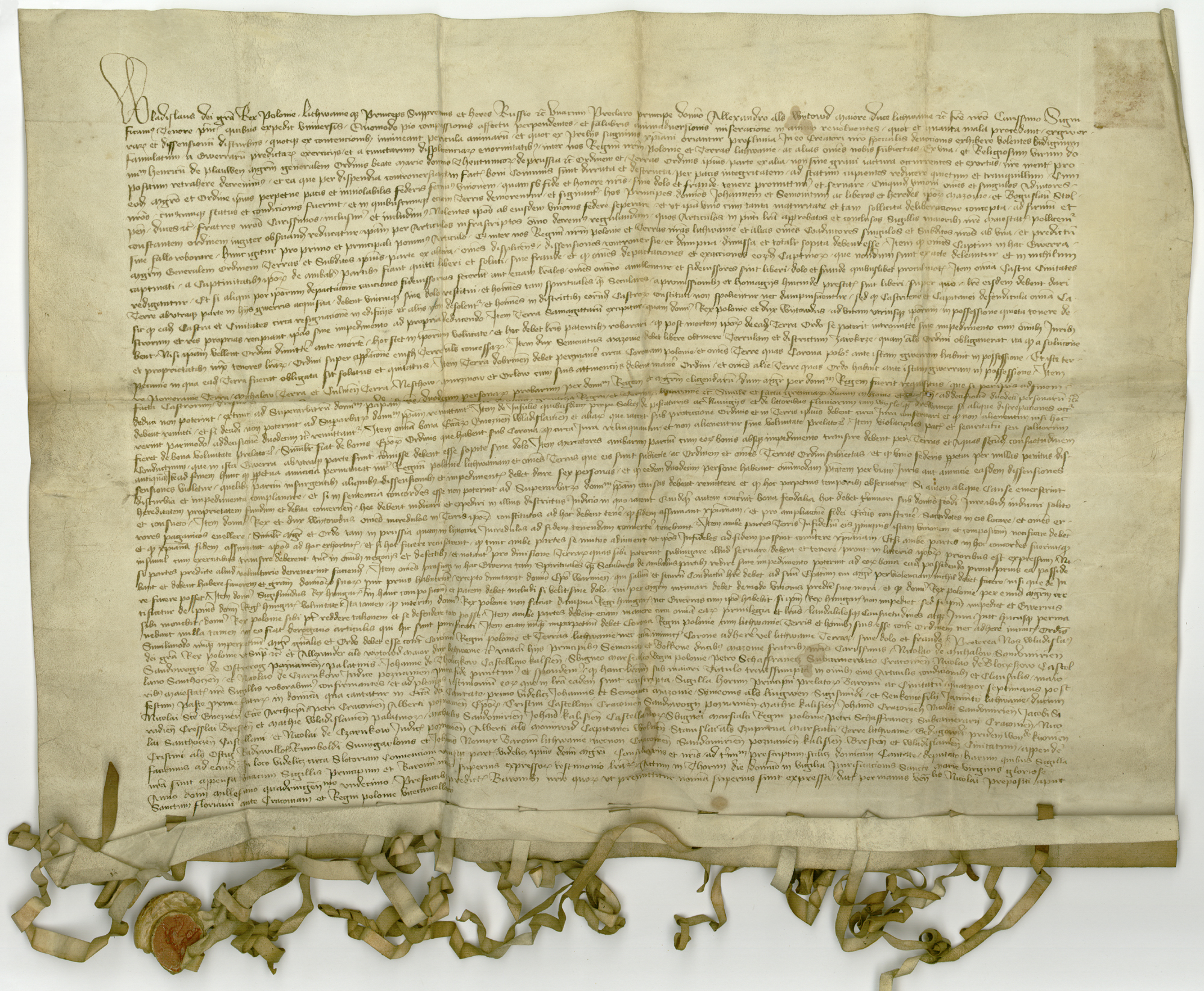
Paix de Toruń (1411)
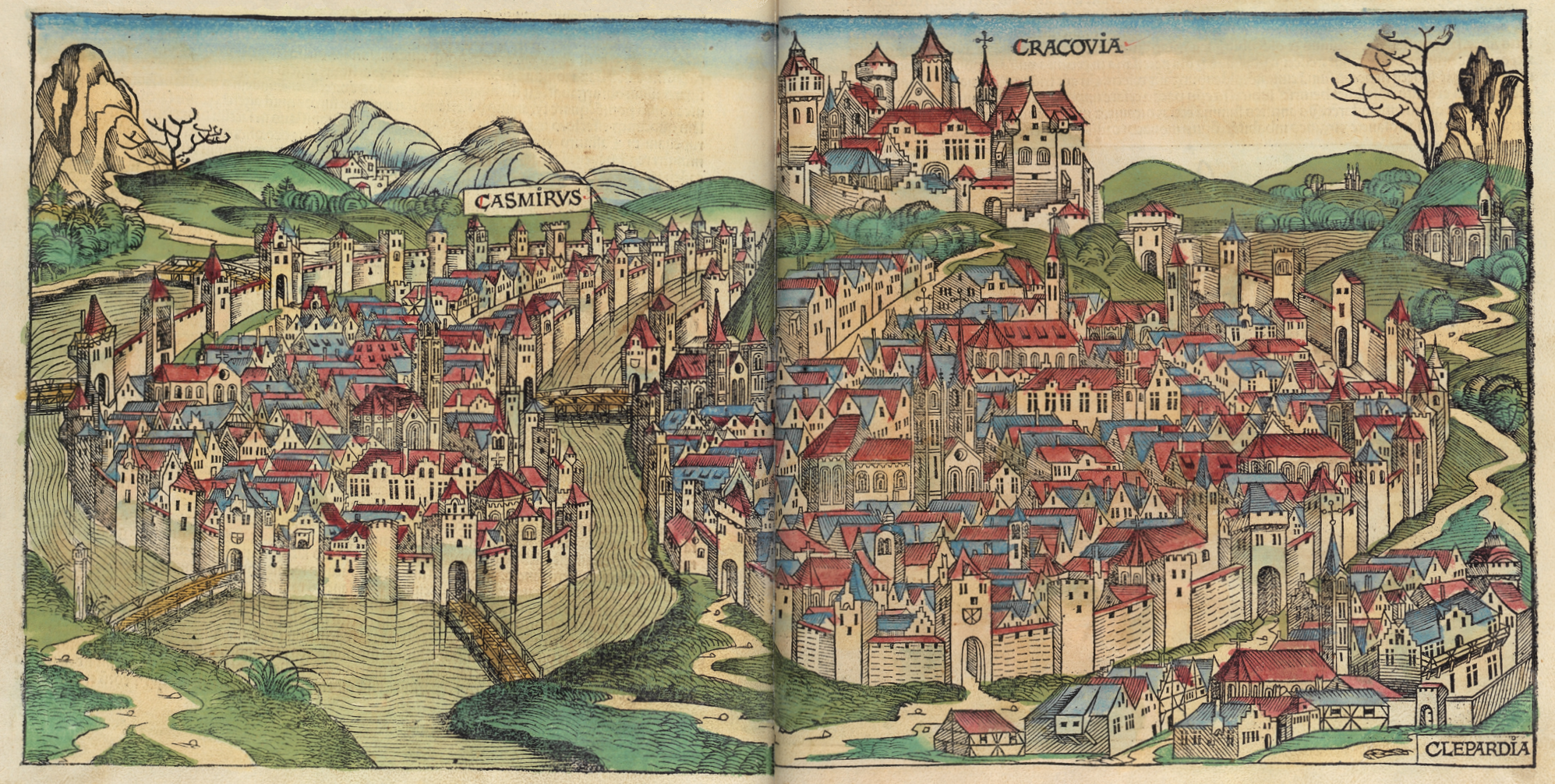
Cracovie médiévale
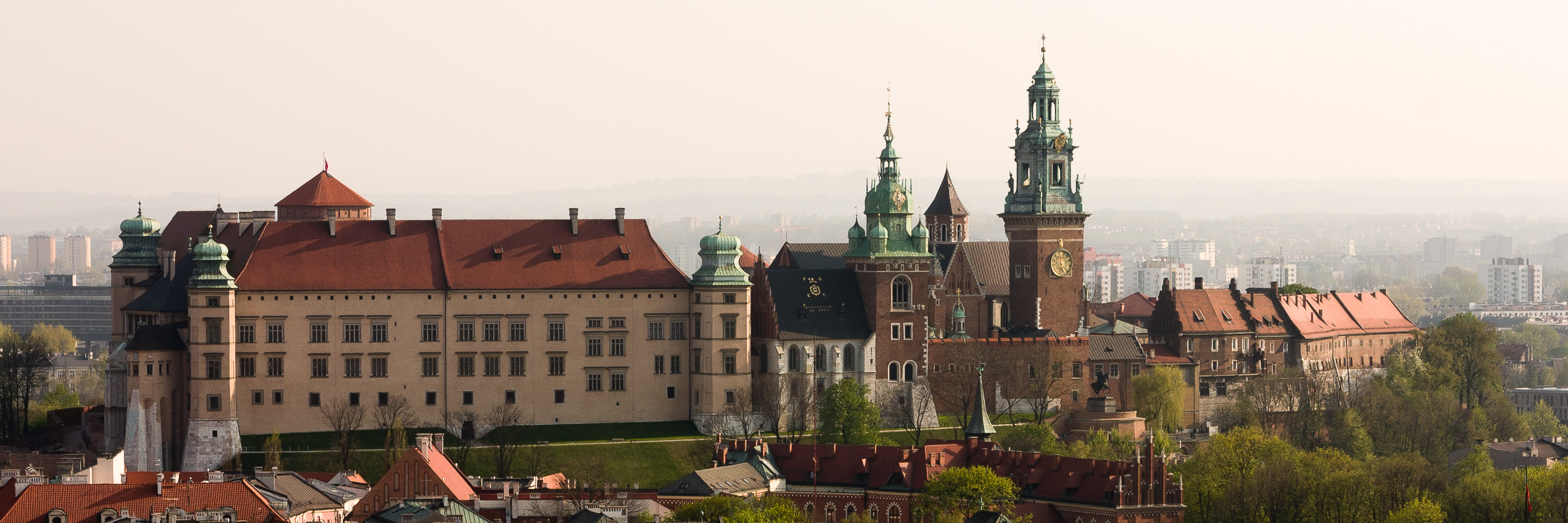
Cathédrale et Château du Wawel, Cracovie

## Culture

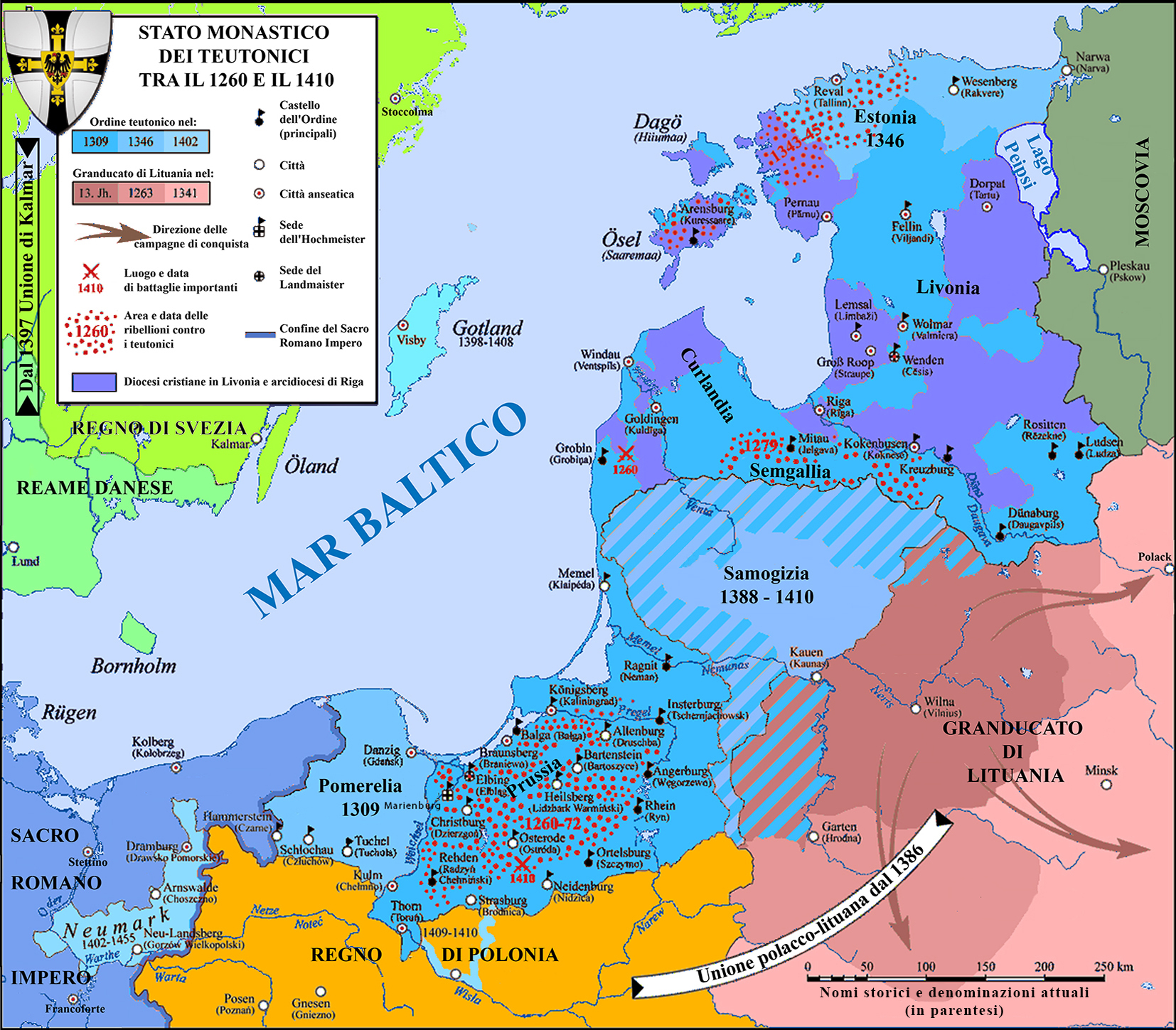
État monastique des chevaliers Teutoniques, 1410

### Siècle d'or polonais
Malgré le contexte international régional et les nombreuses guerres, cette période est marquée par l'expansion du christianisme catholique et le début de l'influence de la Renaissance et de la Réforme protestante en Pologne.
L'un des scientifiques les plus connus, Nicolas Copernic, fonde le modèle de l'héliocentrisme.